# 罗兰·施梅芬尼
罗兰·施梅芬尼（德語：Roland Schimmelpfennig，1967年9月19日—），德国剧作家，当代欧洲剧坛的代表人物。他的《阿拉伯之夜》曾被德国权威刊物《今日戏剧》提名为2001年的最佳剧作，至今已被至少13个国家的剧团演出过，其中文译本2005年发表于中央戏剧学院学报《戏剧》，中文首演于2007年9月的青年戏剧节，由王翀翻译并导演。该剧的叙事在各个人物的心理活动、反应、对话、回忆、梦和幻境间自由转换，环环相扣的现实与非现实情境体现出剧作家大胆的想象力和高度精密的编织技巧。剧中大量的心理叙述代替传统戏剧中的对白；人物间的疏离和缺乏沟通成为高楼大厦里后现代都市人真实生活的写照。